# Loxosceles gloria
Espèce
Loxosceles gloria est une espèce d'araignées aranéomorphes de la famille des Sicariidae.

## Distribution
Cette espèce se rencontre en Équateur et au Pérou dans la région de Piura,.

## Description
Le mâle holotype mesure 6 mm et la femelle 8,4 mm.

## Publication originale
- Gertsch, 1967 : The spider genus Loxosceles in South America (Araneae, Scytodidae). Bulletin of the American Museum of Natural History, vol. 136, no 3, p. 117-174 (texte intégral).